# هدى عمار
هدى عمار (25 فبراير 1971 -) هي مغنية مصرية.

## حياتها ونشأتها
مواليد 25 فبراير 1971 في الجيزة بمصر، ألتحقت بالكونسيرفتوار في أكاديمية الفنون بالقاهرة، درست العزف على آلة الهارب حتى حصلت على درجة البكالوريوس.

## مسيرتها
اكتشفها الموسيقار عمار الشريعي، عندما حاول تكوين فرقة جديدة، بعد انفصال أعضاء فرقة الأصدقاء، وقد كانت هدى آخر المتقدمين للاختبار، وكادت أن تفوت جلسة الاستماع، ساعدها عمار الشريعي واعطاها إسمه، وأصبحت هدى عمار.

## أعمالها
ساعدها المنتج محسن جابر وأنتج لها أربع البومات، ولاقت استحسان لدى الجمهور.
شجعها وأهتم بها الموسيقار عمار الشريعي لتواصل مسيرتها الفنية ولحن لها أول ألبوم لها
و قد لحن لها الموسيقار الكبير محمد الموجي أغنية إذاعية، كما غنت مقدمة ونهاية مسلسلات هوانم جارن سيتي وبنات سعاد هانم وحلقات ألف ليلة وليلة، وأيضا شاركت في كثير من احتفالات أكتوبر والليلة المحمدية.
من أشهر أغانيها قلبي الصغير وما كدبش عليك وبغير عليك وعلى عيني. كما غنت أغنية «حبيبتي من ضفايرها» والتي لحنها الموسيقار عمار الشريعي في فيلم كتيبة الإعدام للمخرج الراحل عاطف الطيب.